# Contuboel
Contuboel ist eine Kleinstadt im Nordosten Guinea-Bissaus mit 4115 Einwohnern (Stand 2009). Sie ist Sitz des gleichnamigen Sektors mit einer Fläche von 1550 km² und 44.048 Einwohnern (Stand 2009), vornehmlich Fulbe und Mandinka.
Die Landschaft im Sektor Contuboel wird von Savanne geprägt. 
Landwirtschaft und Viehwirtschaft (Rinder und Ziegen) sind die wesentlichen Grundlagen der lokalen Wirtschaft.